# Kanada az 1948. évi téli olimpiai játékokon
Kanada a svájci St. Moritzban megrendezett 1948. évi téli olimpiai játékok egyik részt vevő nemzete volt. Az országot az olimpián 7 sportágban 28 sportoló képviselte, akik összesen 3 érmet szereztek.

## Érmesek
| Érem  | Versenyző | Sportág     | Versenyszám |
| ----- | --- | ----------- | ----------- |
| Arany | Nemzeti válogatott Murray Dowey Bernard Dunster Jean Gravelle Patrick Guzzo Walter Halder Ted Hibberd Henri-André Laperrière John Lecompte George Mara Albert Roméo Renaud Reginald Schroeter Irving Taylor | Jégkorong   | Férfi       |
| Arany | Barbara Ann Scott | Műkorcsolya | Női egyéni  |
| Bronz | Suzanne Morrow Wallace Diestelmeyer | Műkorcsolya | Páros       |

## Alpesisí
Férfi
| Versenyző         | Versenyszám | 1. futam | 1. futam | 2. futam | 2. futam | Összesítés | Összesítés |
| Versenyző         | Versenyszám | Idő      | Hely.    | Idő      | Hely.    | Idő        | Helyezés   |
| ----------------- | ----------- | -------- | -------- | -------- | -------- | ---------- | ---------- |
| Harvey Clifford   | Lesiklás    |          |          |          |          | 3:14,1     | 28.*       |
| Harvey Clifford   | Műlesiklás  | 1:13,5   | 19.      | 1:10,2   | 24.      | 2:23,7     | 19.        |
| Bert Irwin        | Lesiklás    |          |          |          |          | 3:39,1     | 56.        |
| Bert Irwin        | Műlesiklás  | 1:29,4   | 39.      | 1:16,6   | 35.      | 2:46,0     | 37.        |
| Bill Irwin        | Lesiklás    |          |          |          |          | 3:41,3     | 60.*       |
| Bill Irwin        | Műlesiklás  | 1:40,4   | 51.      | 1:21,2   | 45.      | 3:01,6     | 50.        |
| Hector Sutherland | Lesiklás    |          |          |          |          | 3:14,1     | 28.*       |
| Hector Sutherland | Műlesiklás  | 1:19,2   | 27.*     | 1:12,0   | 28.*     | 2:31,2     | 28.        |

| Versenyző         | Versenyszám | Lesiklás | Lesiklás | Lesiklás | Műlesiklás | Műlesiklás | Műlesiklás | Műlesiklás | Műlesiklás | Műlesiklás | Műlesiklás | Összesítés | Összesítés |
| Versenyző         | Versenyszám | Lesiklás | Lesiklás | Lesiklás | 1. futam   | 1. futam   | 2. futam   | 2. futam   | Össz.      | Össz.      | Össz.      | Összesítés | Összesítés |
| Versenyző         | Versenyszám | Idő      | Pont     | Hely.    | Idő        | Hely.      | Idő        | Hely.      | Idő        | Pont       | Hely.      | Pont       | Helyezés   |
| ----------------- | ----------- | -------- | -------- | -------- | ---------- | ---------- | ---------- | ---------- | ---------- | ---------- | ---------- | ---------- | ---------- |
| Hector Sutherland | Összetett   | 3:14,1   | 10,60    | 21.*     | 1:22,8     | 25.        | 1:17,3     | 33.        | 2:40,1     | 11,12      | 25.        | 21,72      | 23.        |
| Bert Irwin        | Összetett   | 3:39,1   | 24,39    | 41.      | 2:02,0     | 62.        | 1:18,9     | 36.        | 3:20,9     | 29,12      | 61.        | 53,51      | 49.        |
| Bill Irwin        | Összetett   | 3:41,3   | 25,71    | 45.*     | 1:32,9     | 37.        | 1:12,7     | 21.        | 2:45,6     | 13,54      | 33.        | 39,25      | 36.        |
| Hector Sutherland | Összetett   | 3:14,1   | 10,60    | 21.*     | 1:22,8     | 25.        | 1:17,3     | 33.        | 2:40,1     | 11,12      | 25.        | 21,72      | 23.        |

Női
| Versenyző     | Versenyszám | Eredmény | Helyezés |
| ------------- | ----------- | -------- | -------- |
| Rhona Wurtele | Lesiklás    | 3:26,1   | 37.      |

* - egy másik versenyzővel azonos eredményt ért el

## Északi összetett
| Versenyző  | Sífutás | Sífutás | Sífutás | Síugrás  | Síugrás  | Síugrás  | Síugrás | Síugrás | Összesítés | Összesítés |
| Versenyző  | Sífutás | Sífutás | Sífutás | 1. ugrás | 2. ugrás | 3. ugrás | Össz.   | Össz.   | Összesítés | Összesítés |
| Versenyző  | Idő     | Pont    | Hely.   | Távolság | Távolság | Távolság | Pont    | Hely.   | Pont       | Helyezés   |
| ---------- | ------- | ------- | ------- | -------- | -------- | -------- | ------- | ------- | ---------- | ---------- |
| Bill Irwin | 1:44:43 | 99,0    | 39.     | 51,0     | (51,0)   | 51,5     | 181,0   | 30.     | 280,00     | 37.        |

## Gyorskorcsolya
| Versenyző     | Versenyszám | Eredmény      | Helyezés      |
| ------------- | ----------- | ------------- | ------------- |
| Gordon Audley | 500 m       | 45,3          | 17.*          |
| Gordon Audley | 1500 m      | 2:30,0        | 32.*          |
| Ab Hardy      | 500 m       | 45,5          | 19.           |
| Ab Hardy      | 1500 m      | 2:28,5        | 29.           |
| Craig Mackay  | 500 m       | nem ért célba | nem ért célba |
| Craig Mackay  | 5000 m      | 8:47,2        | 14.           |
| Craig Mackay  | 10 000 m    | 20:15,5       | 13.           |
| Frank Stack   | 500 m       | 43,6          | 6.*           |
| Frank Stack   | 1500 m      | 2:25,7        | 27.           |

* - egy másik versenyzővel azonos eredményt ért el

## Jégkorong
| Kanadai férfi jégkorongcsapat-játékoskeret                                                     | Kanadai férfi jégkorongcsapat-játékoskeret                                                                        | Kanadai férfi jégkorongcsapat-játékoskeret |
| ---------------------------------------------------------------------------------------------- | --- | ------------------------------------------ |
| - Murray Dowey - Bernard Dunster - Jean Gravelle - Patrick Guzzo - Walter Halder - Ted Hibberd | - Henri-André Laperrière - John Lecompte - George Mara - Albert Roméo Renaud - Reginald Schroeter - Irving Taylor |                                            |

### Eredmények
| 1948. január 30. | Kanada (CAN) | 3 – 1 (1–1, 1–0, 1–0) | Svédország | St. Moritz |

|  |  |  |  |  |
|  |  |  |  |  |
|  |  |  |  |  |
|  |  |  |  |  |

| 1948. február 1. | Kanada (CAN) | 3 – 0 (1–0, 1–0, 1–0) | Nagy-Britannia | St. Moritz |

|  |  |  |  |  |
|  |  |  |  |  |
|  |  |  |  |  |
|  |  |  |  |  |

| 1948. február 2. | Kanada (CAN) | 15 – 0 (5–0, 6–0, 4–0) | Lengyelország | St. Moritz |

|  |  |  |  |  |
|  |  |  |  |  |
|  |  |  |  |  |
|  |  |  |  |  |

| 1948. február 3. | Kanada (CAN) | 21 – 1 (11–0, 6–0, 4–1) | Olaszország | St. Moritz |

|  |  |  |  |  |
|  |  |  |  |  |
|  |  |  |  |  |
|  |  |  |  |  |

| 1948. február 5. | Kanada (CAN) | 12 – 3 (3–1, 4–0, 5–2) | Egyesült Államok | St. Moritz |

|  |  |  |  |  |
|  |  |  |  |  |
|  |  |  |  |  |
|  |  |  |  |  |

| 1948. február 6. | Kanada (CAN) | 0 – 0 | Csehszlovákia | St. Moritz |

|  |  |  |  |  |
|  |  |  |  |  |
|  |  |  |  |  |
|  |  |  |  |  |

| 1948. február 7. | Kanada (CAN) | 12 – 0 (5–0, 5–0, 2–0) | Ausztria | St. Moritz |

|  |  |  |  |  |
|  |  |  |  |  |
|  |  |  |  |  |
|  |  |  |  |  |

| 1948. február 8. | Svájc (SUI) | 0 – 3 (0–1, 0–1, 0–1) | Kanada | St. Moritz |

|  |  |  |  |  |
|  |  |  |  |  |
|  |  |  |  |  |
|  |  |  |  |  |

Végeredmény
| Helyezés | Csapat                 | M | Gy | D | V | G+ | G–  | Gk   | P   |
| --- | ---------------------- | - | -- | - | - | -- | --- | ---- | --- |
| Arany | Kanada (CAN)           | 8 | 7  | 1 | 0 | 69 | 5   | +64  | 15* |
| Ezüst | Csehszlovákia (TCH)    | 8 | 7  | 1 | 0 | 80 | 18  | +62  | 15* |
| Bronz | Svájc (SUI)            | 8 | 6  | 0 | 2 | 67 | 21  | +46  | 12  |
| 4. | Svédország (SWE)       | 8 | 4  | 0 | 4 | 55 | 28  | +27  | 8   |
| 5. | Nagy-Britannia (GBR)   | 8 | 3  | 0 | 5 | 39 | 47  | –8   | 6   |
| 6. | Lengyelország (POL)    | 8 | 2  | 0 | 6 | 29 | 97  | –68  | 4   |
| 7. | Ausztria (AUT)         | 8 | 1  | 0 | 7 | 33 | 77  | –44  | 2   |
| 8. | Olaszország (ITA)      | 8 | 0  | 0 | 8 | 24 | 156 | –132 | 0   |
| Az Egyesült Államok csapata csak versenyen kívül vehetett részt, mert nem az Amerikai Olimpiai Bizottság, hanem az Amerikai Jégkorongszövetség által összeállított csapat volt. |                        |   |    |   |   |    |     |      |     |
| – | Egyesült Államok (USA) | 8 | 5  | 0 | 3 | 86 | 33  | +53  | 10  |

* - Azonos pontszám esetén a jobb gólkülönbség döntött.
| Csapat | Helyezés |
| ------ | -------- |
| Kanada |          |

## Műkorcsolya
| Versenyző                           | Versenyszám  | Kötelező elemek   | Kötelező elemek | Kűr               | Kűr   | Összesítés                     | Összesítés                     | Összesítés                     | Összesítés                     | Összesítés                     | Összesítés                     | Összesítés                     | Összesítés                     | Összesítés                     | Összesítés                     | Összesítés                     | Összesítés        | Összesítés  | Összesítés | Összesítés |
| Versenyző                           | Versenyszám  | Kötelező elemek   | Kötelező elemek | Kűr               | Kűr   | Helyezési pontszámok bírónként | Helyezési pontszámok bírónként | Helyezési pontszámok bírónként | Helyezési pontszámok bírónként | Helyezési pontszámok bírónként | Helyezési pontszámok bírónként | Helyezési pontszámok bírónként | Helyezési pontszámok bírónként | Helyezési pontszámok bírónként | Helyezési pontszámok bírónként | Helyezési pontszámok bírónként | Több. hely. száma | Hely. össz. | Pont       | Helyezés   |
| Versenyző                           | Versenyszám  | Több. hely. száma | Hely.           | Több. hely. száma | Hely. | 1                              | 2                              | 3                              | 4                              | 5                              | 6                              | 7                              | 8                              | 9                              | 10                             | 11                             | Több. hely. száma | Hely. össz. | Pont       | Helyezés   |
| ----------------------------------- | ------------ | ----------------- | --------------- | ----------------- | ----- | ------------------------------ | ------------------------------ | ------------------------------ | ------------------------------ | ------------------------------ | ------------------------------ | ------------------------------ | ------------------------------ | ------------------------------ | ------------------------------ | ------------------------------ | ----------------- | ----------- | ---------- | ---------- |
| Wallace Diestelmeyer                | Férfi egyéni | 6×13+             | 13.             | 6×10+             | 9.    | 13,0                           | 14,0                           | 12,0                           | 12,0                           | 12,0                           | 11,0                           | 14,0                           | 11,0                           | 11,0                           |                                |                                | 6×12+             | 110,0       | 1406,9     | 12.        |
| Barbara Ann Scott                   | Női egyéni   | 5×1+              | 1.              | 7×1+              | 1.    | 1,0                            | 1,0                            | 1,0                            | 2,0                            | 1,0                            | 2,0                            | 1,0                            | 1,0                            | 1,0                            |                                |                                | 7×1+              | 11,0        | 1467,7     |            |
| Marilyn Ruth Take                   | Női egyéni   | 5×13+             | 12.             | 6×13+             | 13.   | 14,0                           | 10,0                           | 17,0                           | 11,0                           | 7,0                            | 11,0                           | 12,0                           | 17,0                           | 11,5                           |                                |                                | 6×12+             | 110,5       | 1293,5     | 12.        |
| Suzanne Morrow                      | Női egyéni   | 6×11+             | 9.              | 5×14+             | 15.   | 11,0                           | 14,0                           | 11,0                           | 10,0                           | 9,0                            | 14,0                           | 20,0                           | 14,0                           | 14,0                           |                                |                                | 8×14+             | 117,0       | 1292,9     | 14.        |
| Suzanne Morrow Wallace Diestelmeyer | Páros        |                   |                 |                   |       | 2,0                            | 1,0                            | 4,0                            | 3,0                            | 3,0                            | 2,0                            | 4,0                            | 2,0                            | 2,5                            | 2,5                            | 5,0                            | 8×3+              | 31,0        | 121,0      |            |

## Sífutás
| Versenyző  | Versenyszám | Eredmény      | Helyezés      |
| ---------- | ----------- | ------------- | ------------- |
| Bill Irwin | 18 km       | 1:44:43       | 81.           |
| Tom Dennie | 18 km       | 1:35:41       | 73.           |
| Tom Dennie | 50 km       | nem ért célba | nem ért célba |

## Síugrás
| Versenyző       | 1. ugrás | 2. ugrás | Összesítés | Összesítés |
| Versenyző       | Távolság | Távolság | Pont       | Helyezés   |
| --------------- | -------- | -------- | ---------- | ---------- |
| Bill Irwin      | 56,0     | 54,0     | 175,1      | 39.        |
| Laurent Bernier | 58,0     | 54,5~    | 129,3      | 46.        |
| Tom Mobraaten   | 59,0~    | 58,0     | 135,9      | 44.        |

~ - az ugrás során elesett